# DuProprio
DuProprio est un service québécois de vente immobilière sans commission.

## Historique
Appelée directduproprio à l'origine et souvent confondu avec l'agence Proprio Direct, une autre entreprise québécoise active dans le domaine de la vente immobilière. Cette confusion est principalement causée par la similitude de leurs noms, bien que leurs modèles d’affaires soient fondamentalement différents. L’entreprise est devenue DuProprio.com en 2004 puis DuProprio en 2011. L'entreprise DuProprio a été vendue en 2008 à Gesca.
En 2009, l'entreprise a procédé à l’acquisition de Private Real Estate, SKhomes4sale et ComFree, d’autres entreprises canadiennes œuvrant également dans le domaine de la vente immobilière sans commission. Ces entreprises œuvrent désormais sous la bannière Purplebricks dans le reste du Canada.
Propriétés numériques Square Victoria en était le propriétaire jusqu'en 2015. Groupe Pages Jaunes en est devenu l'actionnaire jusqu'à sa vente en juillet 2018 au groupe britannique Purplebricks, qui œuvrait aussi dans le créneau du courtage immobilier sans commission. DuProprio est redevenue une propriété canadienne en juillet 2020, lorsque le Mouvement Desjardins a fait son acquisition.
En 2022, DuProprio célèbre ses 25 ans et change son logo pour l’occasion. En 2023, elle lance sa nouvelle application mobile.

## Victoires juridiques contre le courtage immobilier
Le modèle d'affaires de DuProprio est mal perçu par les courtiers immobiliers de la province.
En 2014, la Fédération des chambres immobilières du Québec (devenue Association professionnelle des courtiers immobiliers du Québec (APCIQ)) a intenté un recours collectif contre l'entreprise,. L’APCIQ affirmait essentiellement que DuProprio faisait de la publicité fausse et trompeuse en illustrant entre autres des économies réalisées par ses clients, basées sur un taux de commission moyen de 5 %. La Cour supérieure du Québec a statué, en juillet 2020, que DuProprio ne fait pas de publicité fausse et trompeuse et que le taux de 5 % n’est ni gonflé ni exagéré.
De son côté, l’Organisme d’autoréglementation du courtage immobilier du Québec (OACIQ) a demandé à la Cour, en 2013, de déclarer que DuProprio se livrait à des activités devant être assujetties à la Loi sur le courtage immobilier (LCI). La Cour a complètement rejeté ces affirmations, confirmant en avril 2020 que DuProprio ne fait pas de courtage et n’agit d’aucune façon comme intermédiaire dans une transaction.